# Jaroslav Janík
Jaroslav Janík (15. září 1901 Kolín – 21. února 1974 Kolín) byl český kulturní pracovník, odborný publicista a knihovník. Jeho osoba symbolizuje meziválečnou generaci těch lidí, kteří bez větších ambicí, avšak nadšeně kultivovali umělecký život kolem sebe. Nezanechal tak po sobě výrazné umělecké či vědecké dílo, ale právě významné umělecké osobnosti se na něj odkazovali jako na morální i odbornou autoritu, bez níž by jejich vlastní vývoj pravděpodobně směřoval jinam. Jeho uměleckými přáteli tak byli například významný český fotograf Jaromír Funke, malíř a ilustrátor Zdenek Rykr, výtvarník Jan Kubíček a mnohé další osobnosti české kultury.

## Život
Pocházel z rodiny vyučeného zedníka, který se vypracoval až na podúředníka v okresním geodetickém ústavu.
Studoval na kolínském gymnáziu, kde maturitní zkoušku složil roku 1920. Za středoškolských studií se stal členem Kolínského klubu mladých, který se věnoval organizování kulturních i politicko-osvětových pořadů, a zde si vytvořil výrazná umělecká přátelství, která jej i jeho protějšky ovlivnila na celý život. Ve 20. letech započal studia psychologie na Filozofické fakultě Univerzity Karlovy, která nakonec nikdy nedokončil.
I přes neukončené formální vzdělání si však utvářel kvalitní přehled o literatuře, filozofii i moderním umění, a svým rozhledem intelektuála tak tvořil filozofické zázemí pro umělce a literáty, se kterými dokázal vést erudované diskuse.
V roce 1932 dokončil vzdělání na Střední knihovnické škole a vzápětí téhož roku se i se svou manželkou přestěhoval do Loun za místem knihovníka. Zde navazoval další přátelství a stal se vzorem o generaci mladším vyvíjejícím se budoucím umělcům, jako byl například výtvarník a pedagog Kamil Linhart.
Dobré kontakty měl i v Praze, kde úzké vazby udržoval například se členy umělecké Skupiny 42, mimo jiné zejména s Jindřichem Chalupeckým či Jiřím Kolářem.
Po skončení 2. světové války, v roce 1946, se Janík vrátil do rodného Kolína, kde se stal ředitelem kolínské knihovny na celých 10 let a mimo jiné tehdy řídil i její přesun do budovy po bývalé Živnostenské bance v Husově ulici v roce 1948, kde Městská knihovna Kolín sídlí dosud. Z funkce ředitele byl odvolán roku 1956, své působení v knihovně pak ukončil v roce 1963. Za tohoto kolínského působení poznal například výtvarníka Jana Kubíčka či malíře Františka K. Foltýna.
Mimo své nejzásadnější intelektuální a mentorské činnosti stál především za pořádáním častých přednášek na různá humanitně-vědecká témata, kterých uvedl přibližně stovku. Rovněž je autorem několika uměleckých životopisů především o Zdenku Rykrovi či předmluvy ke knize Petra Dena a Jaromíra Funkeho Pětkrát Kolín z roku 1947, odborných studií Kolín a Polabí v dílech výtvarníků či několika překladů a dalších menších prací. Podílel se také na vydávání časopisu Klíč.

## Výstavy
Výstavu k poctě Jaroslava Janíka v Regionálním muzeu v Kolíně s názvem Jaroslav Janík, (1901 - 1974) a pocta přátel uspořádal v červnu roku 2000 kolínský umělec Miloš Kim Houdek. Některými přítomnými byla hodnocena jako nejdůležitější výstava posledních třiceti let a na vystavených obrazech naznačila kontinuitu vývoje kolínského moderního umění. V této souvislosti byl v květnu roku 2001 vydán i stejnojmenný sborník.